# Carduelis barbata
Carduelis barbata е вид птица от семейство Чинкови (Fringillidae).

## Разпространение
Видът е разпространен в Аржентина, Фолкландски острови и Чили.